# Eliza Haywood
Eliza Haywood (Shropshire, c. 1693 - Londres, 25 de febrer de 1756), nascuda Elizabeth Fowler, va ser una escriptora, actriu i editora anglesa. Descrita com «prolífica fins i tot pels estàndards d'una edat prolífica», va escriure i va publicar més de setanta obres abastant la ficció, drama, traduccions, poesia, literatura i publicacions periòdiques a diaris. Haywood és una figura important del segle xviii, reconeguda com una de les fundadores de la novel·la en anglès.
La vida primerenca d'Eliza Haywood és una mena de misteri per als estudiosos. La data exacta del seu naixement desconeix a causa de la manca de registres. Encara que els estudiosos creuen que probablement va néixer a prop de Shropshire o Londres, Anglaterra el 1693. Aquesta data de naixement s'extrapola d'una combinació de la data de la seva mort i l'edat declarada en el moment. No es coneixen tampoc les connexions familiars de Haywood, l'educació i la posició social. Alguns estudiosos han especulat que està relacionada amb Sir Richard Fowler d'Harnage Grange, que tenia una germana menor anomenada Elizabeth, uns altres afirmen que Haywood era probablement de Londres, Anglaterra, ja que diverses Elizabeth van néixer a les famílies de Fowler el 1693 a la ciutat, però no hi ha evidències de cap d'aquestes possibilitats. La primera entrada als registres públics on apareix és a Dublín el 1715, on figura com "Mrs. Haywood" que realitza l'adaptació de Shakespeare de Thomas Shadwell, Timon of Athens; or, The Man-Hater al Smock Alley Theatre. i s'identifica ella mateixa com "vídua", mentre que estava registrada com a "senyora" Haywood en els registres públics, malgrat no s'ha trobat cap registre del seu matrimoni, i la identitat del seu marit roman desconeguda.
Els estudiosos han especulat que Haywood va tenir una aventura i fins i tot un fill amb Richard Savage en la dècada de 1720, a més d'una relació oberta de vint anys amb William Hatchett; se sospitava que ell era el pare del seu segon fill. Tanmateix, crítics posteriors han qüestionat aquestes especulacions per estar massa influenciades per la famosa il·lustració d'Alexander Pope sobre ella a The Dunciad i poc basada en fets concrets (Pope va descriure a Haywood com una figura grotesca amb dos "nadons de l'amor" al seu costat, un d'un poeta i l'altre d'un llibreter). Altres relats de l'època suggereixen que els seus "amics" van rebutjar l'escandalosa descripció de Pope d'ella; afirmaven que havia estat abandonada pel seu marit i havia criat sola als seus fills. De fet, tot i la creença popular que va ser una dona de mala reputació ocasionalment, Haywood sembla no haver cap escàndol particular vinculat al seu nom. Es creu que l'amistat de Haywood amb Richard Savage va començar al voltant de 1719, just després de la publicació anònima de la primera part de la seva primera novel·la, Love in excess. Tots dos sembla que van estar molt units en aquests primers anys, compartint cercles literaris i teatrals, fins i tot el mateix editor, William Chetwood. El setembre de 1725, però, Savage i Haywood s'havien barallat.
L'associació de Haywood amb Aaron Hill i el cercle literari conegut com «The Hillarians» sembla haver seguit un patró similar quan Haywood va aconseguir fama. Els Hillarians eren escriptors i artistes "compromesos amb un programa progressiu de millora de la cortesía", i incloïen a Savage, Hill, Martha Sansom i, per un temps, Haywood. El grup compartia poemes i va formar un cercle social de ments similars. Haywood sembla que admirava molt a Hill el qui, encara que no era un mecenes, sembla que promovia a artistes joves i prometedors. Potser fins i tot va ser una mena de mentor els primers anys de la seva carrera.
William Hatchett va ser un company i col·laborador. Probablement els dos es van conèixer al voltant de 1728 o 1729, i els crítics recents els han promocionat com a parella o amants, malgrat aquesta condició ha estat qüestionada. Va ser intèrpret, dramaturg, panfleter i traductor que va compartir carrera escènica amb Haywood, i van col·laborar en una adaptació de The Tragedy of Tragedies d'Henry Fielding (amb qui també va col·laborar) i una òpera, The Opera of Operas; or, Tom Thumb the Great (1733). També poder van col·laborar en una traducció de Crébillon fils' Le Sopha el 1742. Hatchett fins i tot ha estat considerat el pare del segon fill d'Haywood (basant-se en la referència de Pope). No hi ha proves clares que donin suport a aquest fet o a l'existència d'una parella de fet.
La carrera d'escriptora de Haywood va començar el 1719 amb el primer lliurament de Love in Excess i va acabar el 1756, l'any en què va morir, amb els llibres de conductaThe Wife i The Husband, i la revista quinzenal The Young Lady. Va escriure en gairebé tots els gèneres, i moltes de les seves obres van ser publicades anònimament. Avui en dia, Haywood és considerada "l'autora de professió i la dona de negocis més important de la primera meitat del segle XVIII", incansable i prolífica en els seus esforços com a escriptora, poetessa, dramaturga, escriptora i editora de publicacions periòdiques. A principis de la dècada de 1720, "Mrs Haywood" dominava el mercat de la novel·la a Londres, fins al punt que el contemporani Henry Fielding va crear un personatge còmic, "Mrs Novell" a Author's Farce, inspirat en ella.